# Église Saint-Hilaire de Lassay-sur-Croisne
L'église Saint-Hilaire est une église catholique située à Lassay-sur-Croisne, en France.

## Localisation
L'église est située dans le département français de Loir-et-Cher, sur la commune de Lassay-sur-Croisne.

## Historique
L'édifice est classé au titre des monuments historiques en 1862.